# 師管区部隊
師管区部隊（しかんくぶたい）は、1945年（昭和20年）4月に大日本帝国陸軍が徴兵・動員と地域防衛のために置いた部隊の一種である。従来の留守師団を改称したもので、師管区司令官・師管区司令部が指揮し、補充隊その他の部隊からなった。8月の敗戦以後も復員業務のために残され、11月までに廃止された。

## 留守師団から師管区部隊へ
1945年（昭和20年）2月9日に従来の師団司令部令を師管区司令部令に改めたことをうけ、2月28日に軍令陸甲第34号によって、師管区部隊の臨時動員が命じられた。動員完結は3月下旬から4月上旬を予定されており、4月1日に師管区司令官が一斉に任命された。
師管区以前には、訓練、動員、地域防衛等の諸任務はその地域（師管）に常駐する師団が行い、戦争などで師団が離れたときには留守師団が別に臨時編成されて業務を引き継ぐ、という制度であった。日中戦争がはじまった1937年頃から、ほとんどの師管に留守師団が置かれていた。本土決戦が間近に迫る情勢になると、留守師団も防衛戦闘の準備に忙殺された。師管区部隊は、実質的には留守師団の名を変えただけであったが、「留守」という仮の位置づけを改め、防衛の責任を本来の任務としてまっとうさせようという狙いがあったようである。司令部については留守師団司令部の改称ですませたが、補充隊は、留守師団のものをいったん復帰（解散）し、師管区のものを新設するという形式をとった。

## 概要
師管区部隊は、日本と朝鮮を19に分けた師管区という管区に一つずつ置かれた。軍管区司令官の隷下にあり、軍管区部隊の一部をなす。6月22日に四国地方と中国地方の師管区が軍管区に昇格すると、そこの師管区部隊も軍管区部隊と改称したので、師管区部隊の数は17になった。
師管区部隊はその所在地の師管区の地名を冠し、弘前師管区部隊、仙台師管区部隊などと名付けられた。標準的な師管区部隊は、師管区司令部、歩兵補充隊、砲兵補充隊、工兵補充隊、通信補充隊、輜重兵補充隊からなった。補充隊は新兵を教育訓練するための組織で、その数は、歩兵が2から5個、他は1個ずつである。弘前師管区歩兵第1補充隊、弘前師管区歩兵第2補充隊、弘前師管区砲兵補充隊などと名付けられた。補充隊も多くはその名をとった都市に所在したが、例外もあり、特に歩兵補充隊は師管区内の各地に配置されることが多かった。補充隊の下には大隊があった。また、戦車や一部の砲兵、電信などの補充隊は、師管区部隊ではなく軍管区に属した。
師管区司令部は、補充隊を束ねるとともに、師管区からの動員の管理業務などに携わった。この業務のために、各府県に置かれた連隊区司令部を隷下におさめた。連隊区司令官は同一地区を管轄して地区防衛を任務とする地区司令官を兼任した。地区司令官の下には多数の地区特設警備隊が作られた。
師管区部隊には、4月以降、多数の特設警備隊（特に特設警備工兵隊）と、地区特設警備隊が配属された。特設警備隊とは、ふだん少数の常置員を残して民業に従事し、敵の接近等によって防衛召集される部隊である。地区特設警備隊も同様だが、「郷土の中核的の人物」で熱意ある者、すなわち在郷軍人会の幹部などを選び、地域の国防努力と結びつける意図をもたせた点が異なる。いずれもその性質上、機動力がなく、臨機の召集と解除が必要なので、管区業務を担当する師管区司令部の下に入るのが自然であった。

## 師管区部隊を中心にした指揮系統の概念図
|  |  |              |              |              |              |              |              |  |  |                |                |                |                |                |                |  |  | 軍管区司令部  | 軍管区司令部  | 軍管区司令部  | 軍管区司令部  | 軍管区司令部  | 軍管区司令部  |            |  | 方面軍司令部 | 方面軍司令部 | 方面軍司令部 | 方面軍司令部 | 方面軍司令部 | 方面軍司令部 |  |  |                  |                  |                  |                  |                  |                  |
|  |  |              |              |              |              |              |              |  |  |                |                |                |                |                |                |  |  | 軍管区司令部  | 軍管区司令部  | 軍管区司令部  | 軍管区司令部  | 軍管区司令部  | 軍管区司令部  |            |  | 方面軍司令部 | 方面軍司令部 | 方面軍司令部 | 方面軍司令部 | 方面軍司令部 | 方面軍司令部 |  |  |                  |                  |                  |                  |                  |                  |
|  |  |              |              |              |              |              |              |  |  |                |                |                |                |                |                |  |  |               |               |               |               |               |               |            |  |              |              |              |              |              |              |  |  |                  |                  |                  |                  |                  |                  |
|  |  |              |              |              |              |              |              |  |  |                |                |                |                |                |                |  |  | 師管区司令部  |               |               |               |               |               |            |  |              |              |              |              |              |              |  |  |                  |                  |                  |                  |                  |                  |
|  |  |              |              |              |              |              |              |  |  |                |                |                |                |                |                |  |  |               |               |               |               |               |               |            |  |              |              |              |              |              |              |  |  |                  |                  |                  |                  |                  |                  |
|  |  |              |              |              |              |              |              |  |  |                |                |                |                |                |                |  |  |               |               |               |               |               |               |            |  |              |              |              |              |              |              |  |  |                  |                  |                  |                  |                  |                  |
|  |  |              |              |              |              |              |              |  |  |                |                |                |                |                |                |  |  |               |               |               |               |               |               |            |  |              |              |              |              |              |              |  |  |                  |                  |                  |                  |                  |                  |
|  |  |              |              |              |              |              |              |  |  |                |                |                |                |                |                |  |  |               |               |               |               |               |               |            |  |              |              |              |              |              |              |  |  |                  |                  |                  |                  |                  |                  |
|  |  | 連隊区司令部 | 連隊区司令部 | 連隊区司令部 | 連隊区司令部 | 連隊区司令部 | 連隊区司令部 |  |  | 地区司令部     | 地区司令部     | 地区司令部     | 地区司令部     | 地区司令部     | 地区司令部     |  |  | 歩兵第1補充隊 | 歩兵第1補充隊 | 歩兵第1補充隊 | 歩兵第1補充隊 | 歩兵第1補充隊 | 歩兵第1補充隊 |            |  | 特設警備隊   | 特設警備隊   | 特設警備隊   | 特設警備隊   | 特設警備隊   | 特設警備隊   |  |  | その他部隊・官衙 | その他部隊・官衙 | その他部隊・官衙 | その他部隊・官衙 | その他部隊・官衙 | その他部隊・官衙 |
|  |  | 連隊区司令部 | 連隊区司令部 | 連隊区司令部 | 連隊区司令部 | 連隊区司令部 | 連隊区司令部 |  |  | 地区司令部     | 地区司令部     | 地区司令部     | 地区司令部     | 地区司令部     | 地区司令部     |  |  | 歩兵第1補充隊 | 歩兵第1補充隊 | 歩兵第1補充隊 | 歩兵第1補充隊 | 歩兵第1補充隊 | 歩兵第1補充隊 |            |  | 特設警備隊   | 特設警備隊   | 特設警備隊   | 特設警備隊   | 特設警備隊   | 特設警備隊   |  |  | その他部隊・官衙 | その他部隊・官衙 | その他部隊・官衙 | その他部隊・官衙 | その他部隊・官衙 | その他部隊・官衙 |
|  |  |              |              |              |              |              |              |  |  |                |                |                |                |                |                |  |  | 歩兵第2補充隊 |               |               |               |               |               |            |  |              |              |              |              |              |              |  |  |                  |                  |                  |                  |                  |                  |
|  |  |              |              |              |              |              |              |  |  | 地区特設警備隊 | 地区特設警備隊 | 地区特設警備隊 | 地区特設警備隊 | 地区特設警備隊 | 地区特設警備隊 |  |  | 歩兵第3補充隊 | 歩兵第3補充隊 | 歩兵第3補充隊 | 歩兵第3補充隊 | 歩兵第3補充隊 | 歩兵第3補充隊 |            |  |              |              |              |              |              |              |  |  |                  |                  |                  |                  |                  |                  |
|  |  |              |              |              |              |              |              |  |  | 地区特設警備隊 | 地区特設警備隊 | 地区特設警備隊 | 地区特設警備隊 | 地区特設警備隊 | 地区特設警備隊 |  |  | 歩兵第3補充隊 | 歩兵第3補充隊 | 歩兵第3補充隊 | 歩兵第3補充隊 | 歩兵第3補充隊 | 歩兵第3補充隊 | 工兵補充隊 |  |              |              |              |              |              |              |  |  |                  |                  |                  |                  |                  |                  |
|  |  |              |              |              |              |              |              |  |  |                |                |                |                |                |                |  |  | 通信補充隊    |               |               |               |               |               |            |  |              |              |              |              |              |              |  |  |                  |                  |                  |                  |                  |                  |
|  |  |              |              |              |              |              |              |  |  |                |                |                |                |                |                |  |  | 輜重兵補充隊  |               |               |               |               |               |            |  |              |              |              |              |              |              |  |  |                  |                  |                  |                  |                  |                  |

軍管区司令部と方面軍司令部、連隊区司令部と地区司令部は、多くの要員が兼任していた。師管区司令部の下には、複数の連隊区司令部・地区司令部があり、その数は師管区により異なった。特設警備隊、地区特設警備隊、その他部隊・官衙の数も地区と時期により異なった。

## 終戦処理と復員
8月15日の敗戦後、陸軍部隊は順次復員（解散）していったが、師管区部隊は治安維持と復員業務の統制のために残され、徐々に人員を減らしていった。この過程で、先に解隊した他部隊から一部将兵を師管区部隊に転属させる措置もとられた。11月30日に陸軍省は解体され、師管区司令部も復員した。師管区部隊も復員したと考えられる。

## 師管区部隊の一覧
かっこ内は歩兵補充隊の数
- 旭川師管区部隊 (3)[16]
- 弘前師管区部隊（2)
- 仙台師管区部隊 (3。8月2日以降は1[17])
- 東京師管区部隊 (5)
- 宇都宮師管区部隊 (3)
- 長野師管区部隊 (3)
- 名古屋師管区部隊 (4)
- 金沢師管区部隊 (2)
- 京都師管区部隊 (2)
- 大阪師管区部隊 (4)
- 善通寺師管区部隊  - 6月22日に四国軍管区部隊に改称 (3)
- 広島師管区部隊 - 6月22日に中国軍管区部隊に改称 (5)
- 久留米師管区部隊 (3)
- 熊本師管区部隊 (3)
- 羅南師管区部隊 (2)[18]
- 平壌師管区部隊 (2)[19]
- 京城師管区部隊 (3)[20]
- 大邱師管区部隊 (2)[21]
- 光州師管区部隊 (2)[22]